# Loanza
Loanza, auch Luanza, ist eine 1.100 m hoch gelegene Stadt mit 10.000 Einwohnern (2006) am Nordwestufer des Mwerusees in der Provinz Haut-Katanga der Demokratischen Republik Kongo.
Loanza ist ein Fischerort über dem Mwerusee an dessen gebirgiger Seite. Er ist das Nordende der Seeuferbesiedelung auf kongolesischer Seite. Danach werden die Ufer steil und unbewohnbar.
Es gibt eine ungeteerte 1.000 m Flugpiste. Es ist die einzige auf der westlichen Seeseite bis Kilwa am Südufer und Pweto am Nordufer.